# Маргарета фон Насау-Висбаден
Маргарета фон Насау-Висбаден-Идщайн (на немски: Margareta von Nassau-Wiesbaden-Idstein; 15 септември 1589, Идщайн; † 28 декември 1660, Реда) е графиня от Валрамскала линия Насау-Висбаден-Идщайн и чрез женитби графиня и регентка на Текленбург и господарка на Реда, и фрайин на Ваниецки.

## Произход
Тя е най-голямата дъщеря на граф Йохан Лудвиг I фон Насау-Висбаден-Идщайн (1567 – 1596, след падане от прозорец) и съпругата му графиня Мария фон Насау-Диленбург (1568 – 1632), дъщеря на граф Йохан VI Стари фон Насау-Диленбург (1535 – 1606) и първата му съпруга ландграфиня Елизабет фон Лойхтенберг (1537 – 1579).

## Фамилия
Първи брак: на 30 ноември 1606 г. в Бирщайн с граф Адолф фон Бентхайм-Текленбург (* 17 юли 1577; † 25 ноември 1623) от фамилията Бентхайм-Текленбург. След смъртта му тя поема регентството. Те имат децата:
- Адолф (* 17 февруари 1609, Теклембург)
- Арнолд (* ок. 1611)
- Кристиан Адолф (* ок. 1613)
- Мориц (* 31 май 1615; † 25 февруари 1674, Теклембуррг), граф на Бентхайм-Текленбург, женен 1636 г. за принцеса Йохана Доротея фон Анхалт-Десау (1612 – 1695)
- Фридрих Лудвиг (* 14 август 1616, Реда; † 1 октомври 1643, Реда), каноник в Бремен
- Сибила Юлиана (* ок. 1617; † 1643), омъжена за Проспер, граф фон Арко († 1679)
- Мария Магдалена, монахиня в Херфорд
- Анна Амоена (* ок. 1619; † млада)
- Рената Елизабет (* 29 септември 1620, Реда; † 29 септември 1649, Реда)

Втори брак: на 29 юни 1631 г. в Реда с фрайхер рицар Вилхелм Ваниецки фон Гемнистки († 7 септември 1644, Текленбург). Бракът е бездетен.